# Meridiano 125 W
O meridiano 125 W é um meridiano que, partindo do Polo Norte, atravessa o Oceano Ártico, América do Norte, Oceano Pacífico, Oceano Antártico, Antártida e chega ao Polo Sul. Forma um círculo máximo com o Meridiano 55 E.
Começando no Polo Norte, o meridiano 125º Oeste tem os seguintes cruzamentos:
| País, território ou mar | Notas |
| ----------------------- | --- |
| Oceano Ártico           | |
| Mar de Beaufort         | |
| Canadá                  | Territórios do Noroeste - Ilha Banks                                                                                    |
| Golfo de Amundsen       | |
| Canadá                  | Territórios do Noroeste - passa pelo Grande Lago do Urso Yukon Colúmbia Britânica - continente, Ilha Raza e Ilha Cortes |
| Estreito de Geórgia     | |
| Canadá                  | Colúmbia Britânica - Ilha de Vancouver                                                                                  |
| Oceano Pacífico         | Passa a oeste do Cabo Alava, Washington, Estados Unidos                                                                 |
| Oceano Antártico        | |
| Antártida               | Território não reivindicado                                                                                             |